# Manuel Rocheman
Manuel Rocheman (Parigi, 23 luglio 1964) è un pianista francese di jazz.

## Biografia
È il figlio dell'attore e scrittore Lionel Rocheman.
È stato l'unico studente di Martial Solal.
In qualità di pianista di jazz, si è esibito nel corso della sua carriera insieme a diversi artisti come: Toninho Horta, Anthony Ortega, Kyle Eastwood, Al Foster, George Mraz, Antonio Sánchez, Scott Colley, Rick Margitza, Chuck Israels, Olivier Ker Ourio, Didier Lockwood, Jean-Luc Ponty, Victor Lewis, Jean-Loup Longnon, Teddy Edwards, Johnny Griffin, Bill Mobley, Rich Perry (nel), Sylvain Beuf, Peter Erskine, Duško Gojković, Michel Legrand, Eddie Gomez, Eddie Henderson, André Ceccarelli, Aldo Romano, Erik Truffaz, Sara Lazarus, Mike Starmike, François e Louis Moutin.
Nel 1998 riceve il premio Django-Reinhardt, che premia il musicista dell'anno.
Nel 2009, si esibisce al Jazz Festival di Vienna in un programma composto da sei pianoforti formato da Martial Solal, Petit esercice pour cent cinq, con la partecipazione di Benjamin Moussay, Pierre de Bethmann, Franck Avitabile e Franck Amsallem.

### Come leader
- 1990: Trio Urbain, con François Moutin e Peter Gritz (Nocturne).
- 1991: White Keys, con François e Louis Moutin ( Nocturne).
- 1996: Tropic city, con Christophe Wallemme e Simon Goubert (A-Records).
- 1998: Come shine, con George Mraz e Al Foster (Columbia / Sony).
- 2000: I am Old Fashioned, con George Mraz / Al Foster e Riccardo Del Fra / Simon Goubert (Columbia / Sony).
- 2007: Cactus dance, con Scott Colley e Antonio Sánchez (Nocturne).
- 2010: The touch of your Lips, con Mathias Allamane e Matthieu Chazarenc (Naïve).
- 2012: Café & Alegria, con Toninho Horta, Yuri Popoff, Marcio Bahia, Chico Amaral (Naïve).
- 2014: Paris-Maurice, con Nadine Bellombre, Kersley Palmyre, Christophe Bertin, Maurice Manancourt, Patrick Desvaux, Olivier Ker Ourio, Samuel Laval, Marie-Luce Faron (Berlioz Production).
- 2016: Misterio, con Mathias Allamane e Mathieu Chazarenc (CC Prod).

Solista
- 2003: Alone at Last - Record RDC
- 2004: Live at the New Morning (DVD) - Record RDC

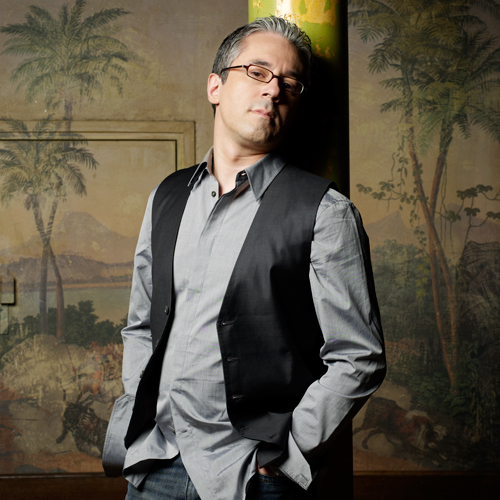
Manuel Rocheman.

- 2018: At Barloyd's (Jazz&people)

### Come sideman
Con Marius Apostol
- 2012: Bohemian Jazz Project (City Records)

Con Patrice Caratini
- 2008: De l'amour et du réel (Chant du monde)
- 2009: Latinidades (Chant du monde)

Con Jacques Vidal
- 1996: Traverses (Quoi De Neuf Docteur)
- 1999': Ramblin (Shaï Records)
- 2001: Saida (Shaï Records)
- 2005: Sans issue (Nocturne)
- 2007: Mingus Spirit
- 2009: Dans l'esprit de Mingus (DVD, Pour Voir Productions)

Con Tomomi Hamasuna
- 2008: Le Café

Con Olivier Ker Ourio
- 2007: Oversea (Dreyfus Records)

Con Laurent Naouri
- 2007: Round about Bill (Sisiyphe)

Con Dusko Goykovich
- 2005: A Handful O' Soul (Enja records)

Con Vladimir Cosma
- 2005: Con l'orchestra nazionale di Lyon (Pomme Musique)

Con Kyle Eastwood
- 2005: Paris blue (Candid Records)

Con Caratini Jazz Ensemble
- 2004: From the ground (Chant du monde)

Con François Rabbath
- 2004: In a sentimental mood (King Records)

Con Akiko
- 2001: Girl Talk (Verve)

Con Sylvain Beuf Quintet
- 1999: La danse des InterNotes (RDC Records)
- 2001: Soul Notes (Naïve)

Con Ensemble Opus 16
- 1997: Rhapsody in Blue (K 617)

Con Anthony Ortega
- 1992: On Evidence (Evidence)
- 1994: Neuf (Evidence)

Con Didier Levallet Tentet
- 1992 : Générations (Evidence)

Con Big Band Lumière (Laurent Cugny, Gil Evans)
- 1988: Rhythm-a-ning (EmArcy Records)